# Lena Arwedahl
Lena Arwedahl, född 18 februari 1968, Mellerud, är en svensk fotbollsdomare, FIFA-domare sedan 2004.
Hon utsågs till årets domare vid Fotbollsgalan 2008.
Arwedahl är även en välbekant deltagare i SR Västs morgonpanel varje fredag där hon bland annat brukar berätta en rolig historia.